# Карада, Евгений
Евгений Карада (рум. Eugeniu Carada; 29 ноября 1836, Крайова — 1910, Бухарест) — румынский патриот, политик, литератор, экономист и финансист. Первый директор Национального банка Румынии (с 1880).

## Биография
Обучался в Коллеже де Франс в Париже. После возвращения на родину, стал активно участвовать в демократическом движении, поддерживал связи со ссыльными революционерами, распространял их брошюры. Сам сочинял канцонетты политического характера, моралистические и патриотические стихи.
После переезда в Бухарест, Карада активное участвовал в борьбе за объединение Дунайских княжеств. В 1857 году избран членом муниципального совета Бухареста. Служил секретарём Специальной Ассамблеи от княжества Валахия, был членом юнионистской движения. В этот период он познакомился с Йоном Брэтиану, одним из главных румынских политических лидеров XIX века, вместе с которым участвовал в создании Конституции 1866 г.
Позже, вместе с Константином Розетти, Йоном Брэтиану и другими политиками того времени, был основателем ряда румынских экономических газет и журналов.
Сыграл важную роль в объединении Дунайских княжеств в 1859 г., обретении независимости и образовании королевства Румыния в 1877 г., поддерживал как в финансовом, так и моральном отношении, борьбу румын на родине и за рубежом.
Карада вложил бо́льшую часть своего состояния в поддержку борьбы румын Трансильвании. Занимался финансирование газет, журналов и книг, помогал строить школы и церкви в Трансильвании, вносил денежные залоги за революционеров и поддерживал их на судебных процессах.
В 1880 году стал первым главой Национального банка Румынии, наблюдал в Париже за печатанием румынских банкнот, занимался созданием многочисленных филиалов и банковских центров по всей стране. Возглавлял Национальный банк более 30 лет.
Входил в состав руководства румынской Национальной либеральной партии.

## Избранные произведения
- Fata de la Cozia (либретто оперы Александру Флехтенмахера)
- Frații de munte, 1856
- Muntianul și pandurul cerșetor (канцонетта), 1857
- Milcovul (канцонетта), 1858
- Intrigues de la Russie en Roumanie, Paris, 1867
- Les israelites, le vagabondage et le Ministre Bratianu, Paris, 1867
- La propagande russe en Orient, Paris, 1867

## Память
- Евгению Караде в 1924 году был установлен памятник в Бухаресте, а 1937 — в Крайове.
- Его именем названа улица в Бухаресте.
- В 2010 г. почта Румынии выпустила марку в его честь.